# Kyonpyaw
Kyonpyaw är en stad i Myanmar. Den ligger i regionen Ayeyarwady, i den södra delen av landet, 290 km söder om huvudstaden Naypyidaw. Kyonpyaw ligger 15 meter över havet och folkmängden uppgick till cirka 17 000 invånare vid folkräkningen 2014.

## Geografi
Terrängen runt Kyonpyaw är mycket platt. Runt Kyonpyaw är det ganska tätbefolkat, med 239 invånare per kvadratkilometer. Omgivningarna runt Kyonpyaw är en mosaik av jordbruksmark och naturlig växtlighet.

## Klimat
Savannklimat råder i trakten. Årsmedeltemperaturen i trakten är 24 °C. Den varmaste månaden är april, då medeltemperaturen är 32 °C, och den kallaste är augusti, med 20 °C. Genomsnittlig årsnederbörd är 2 932 millimeter. Den regnigaste månaden är juli, med i genomsnitt 885 mm nederbörd, och den torraste är januari, med 1 mm nederbörd.